# 无锡市第二中医医院
31°30′09″N 120°17′21″E / 31.50257°N 120.28927°E

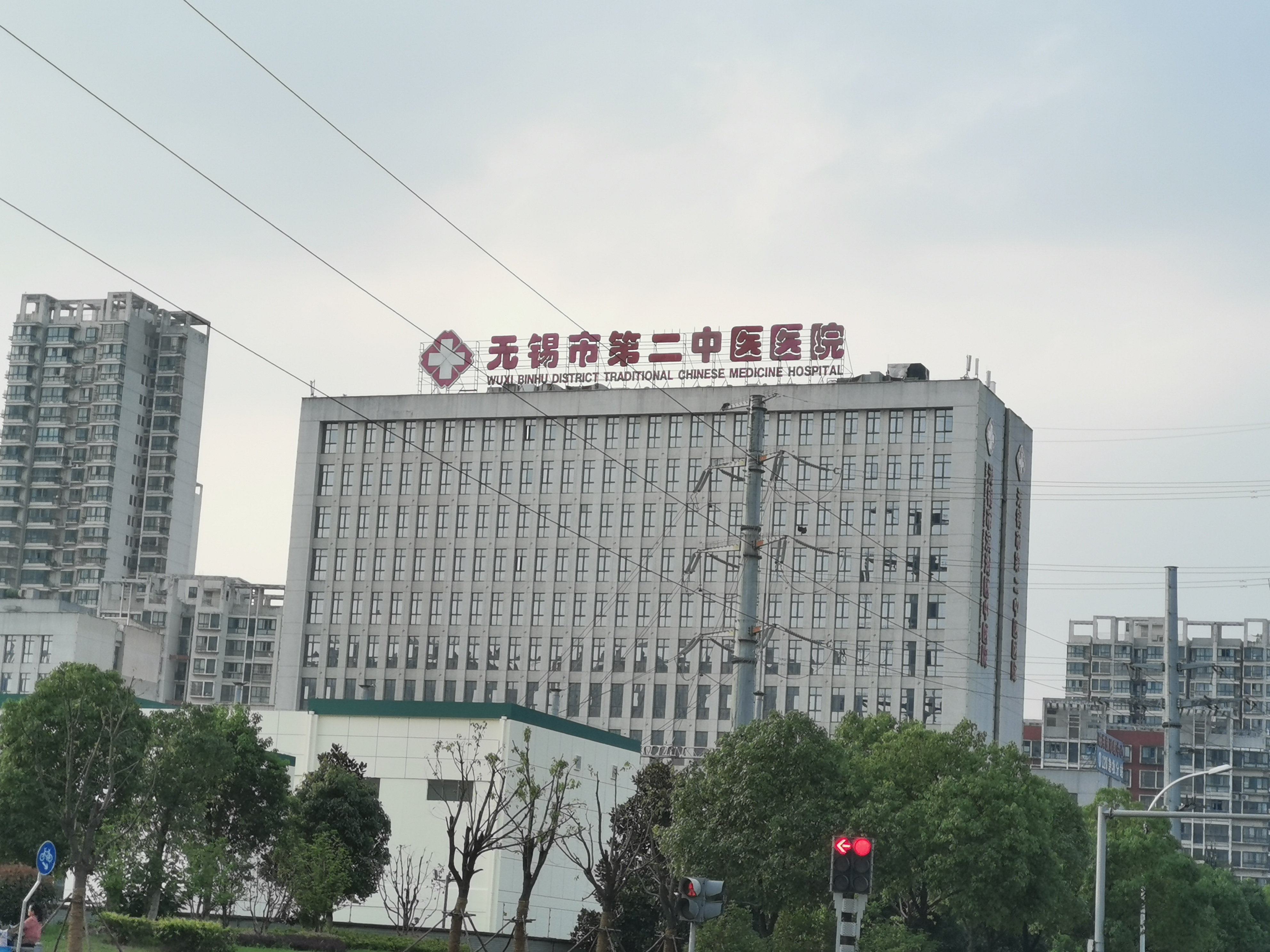
无锡市第二中医医院

无锡市第二中医医院，又称无锡市滨湖区中医院，是中华人民共和国江苏省的一所医院，为二级甲等医院，位于无锡市滨湖区信成道390号。

## 特点
医院始建于1958年，原为无锡县东绛人民医院。1990年重组建立无锡县中医院。2001年，更名无锡市滨湖区中医院。2012年，无锡市政府投资2.5亿元易地新建，医院迁至信成道390号。2016年增挂无锡市第二中医医院。2018年11月11日，医院庆祝成立六十周年。